# باز أحمر الصدر
باز أحمر الصدر (الاسم العلمي Accipiter toussenelii)، طائر متوسط القد من الباز ينتمي إلى الفصيلة البازية. موطنه غرب أفريقيا.